# Замок Иданья-а-Велья
Замок Иданья-а-Велья (порт. Castelo de Idanha-a-Velha) — средневековый замок во фрегезии Иданья-а-Велья поселка Иданья-а-Нова округа Каштелу-Бранку Португалии.

## История
Освоение данного региона началось в период римского вторжения на Пиренейский полуостров. Основанный во времена императора Августа город Игедитан — Igeditanos (Civitas Igaeditanorum), — был важным пунктом на дороге Виа-де-ла-Плата, связывавшей Бракару (ныне Брага) и Эмериту (Мерида). В это же время был заложен форт — первый оборонительный пункт в регионе, — длиной приблизительно в 750 метров, усиленный шестью полуцилиндрическими башнями и стеной с двумя воротами.
Позже город был оккупирован свевами и вестготами, именовавшими его Эгитания. Впоследствии он стал резиденцией епископа (IV век). В период мусульманского господства Эгитания, переименованная в Эйдаю, получила еще более внушительные укрепления.
Во время правления Афонсу Энрикеша (1112—1185) город вновь был переименован в Иданья-а-Велья и был в составе других земель подарен королём ордену тамплиеров (1165).
Король Саншу I (1185—1211) в 1197 году подтвердил пожертвование Иданья-а-Вельи магистру ордена в Португалии, Лопу Фернандешу.
Считается, что в это время, около 1197 года, на фундаменте древнеримского храма Венеры, была возведена каменная башня Torre das Templários — Башня тамплиеров, также известная как замок Иданья-а-Велья.
В 1879 году муниципалитет Иданья-а-Велья был объявлен вымершим из-за оттока населения в другие регионы, и деревня вошла в состав муниципалитета Иданья-а-Нова.
В 1903 год ученые Феликс Алвеш Перейра и Франсишку Тавареш Проэнса-мл. начали археологические раскопки в Иданья-а-Велья. В 1955 году изыскания были продолжены под руководством археологов Фернанду де Алмейды и Вейга Феррейры. В деревне разместился обширный музей археологии, а 31 декабря 1997 года башня была объявлена национальным памятником.